# U-168
 U-168  — немецкая подводная лодка типа IXC/40, времён Второй мировой войны.
Заказ на постройку субмарины был отдан 15 августа 1940 года. Лодка была заложена на верфи судостроительной компании «Seebeck» в Бремене 15 марта 1941 года под строительным номером 707, спущена на воду 5 марта 1942 года, 10 сентября 1942 года под командованием капитан-лейтенанта Гельмута Пича вошла в состав учебной 4-й флотилии. 1 марта 1943 года вошла в состав 2-й флотилии. 1 октября 1944 года вошла в состав 33-й флотилии. Лодка совершила 4 боевых похода, в которых потопила 2 судна (6 568 брт), повредила одно судно (9 804 брт) и потопила один вспомогательный военный корабль (1 440 брт).
6 октября 1944 года лодка была потоплена в Яванском море в районе с координатами 6°20′ ю. ш. 111°28′ в. д. торпедой голландской субмарины HrMs Zwaardvisch. 23 члена экипажа погибли, 27 были спасены.

## Обнаружение останков лодки в 2013
В 2013 году дайверы обнаружили на дне у берегов Индонезии немецкую подлодку времен Второй мировой войны с останками членов экипажа. Экспедиция Национального Археологического Центра подтвердила находку. На её борту обнаружены 17 скелетов и различные артефакты: столовые приборы со свастикой, бинокли, батарейки. Поднятие лодки на поверхность в ближайшее время не планируется.

## Потопленные суда
| Дата                     | Тип                | Принадлежность | Дата            | Тоннаж (БРТ) | Груз       | Судьба    | Место                     |
| Haiching                 | грузовое судно     | Великобритания | 2 октября 1943  | 2 183        |            | потоплен  | 18°46′ с. ш. 71°55′ в. д. |
| HMS Salviking            | спасательное судно | Великобритания | 14 февраля 1944 | 1 440        |            | потоплен  | 3°30′ с. ш. 76°30′ в. д.  |
| Epaminondas C. Embiricos | грузовое судно     | Греция         | 15 февраля 1944 | 4 385        | в балласте | потоплен  | 1°30′ с. ш. 73°00′ в. д.  |
| Fenris                   | танкер             | Норвегия       | 21 февраля 1944 | 9 804        | в балласте | поврежден | 00°32′ ю. ш. 65°35′ в. д. |